# 惩戒行动
惩戒行动（英語：Operation Chastise）是英国皇家空军於1943年5月16日至17日对纳粹德国的一次袭击，该次袭击中英国用弹跳炸弹攻击了鲁尔河流域的3座水坝，其中2座被攻破，洪水造成约1600人死亡。此次行动为英国二战中的重要战果。